# گسیلش کاذب
در مخابرات رادیویی، گسیلش کاذب (به انگلیسی: spurious emission) هر مولفه از سیگنال فرکانس رادیویی تابش‌شده‌است که سرکوبش کامل آن، یکپارچگی نوع مدولاسیون یا اطلاعات درحال ارسال را تخریب نمی‌کند. سیگنال تابیده خارج از کانال واگذارشده فرستنده نمونه‌ای از گسیلش کاذب است. گسیلش‌های کاذب می‌تواند شامل گسیلش هارمونیکی، ضرایب میان‌مدگرایی و ضرایب تبدیل فرکانس باشد.